# Anomis bicolorata
Anomis bicolorata là một loài bướm đêm trong họ Erebidae.